# Уасеж
Уасеж (на френски: Wasseiges) е селище в Югоизточна Белгия, окръг Уарем на провинция Лиеж. Населението му е около 2500 души (2006).